# Institut für Raumforschung
Das Institut für Raumforschung (1949–1973) wurde als eine der Vorläuferorganisationen des wissenschaftlichen Bereichs des heutigen Bundesamtes für Bauwesen und Raumordnung (BBR) im Sommer 1949 gegründet. Als Standort des Instituts war Bonn-Bad Godesberg vorgesehen. Erster Vorsitzender und Mit-Initiator des Instituts für Raumforschung war der Essener Politiker und spätere Vizekanzler Franz Blücher (FDP). Der erste Leiter des Instituts (1949–1951) war der Münsteraner Jurist und ehemalige Mitarbeiter der Reichsstelle für Raumordnung, Erwin Muermann. Der zweite Leiter (1951–1969) des Instituts war der ehemalige Leipziger Ökonom und Leiter der Leipziger Hochschularbeitsgemeinschaft für Raumforschung, Erich Dittrich.
Ab 1950 stand das IfR unter der Fachaufsicht des Bundesinnenministeriums. 1959 wirkten das IfR und die Bundesanstalt für Landeskunde gemeinsam im Rahmen der „Bundesanstalt für Landeskunde und Raumforschung“ (BFLR), blieben aber de facto eigenständig. 1967 wurde das Institut in „Institut für Raumordnung“ umbenannt. 1973 ging das Institut endgültig in die Bundesforschungsanstalt für Landeskunde und Raumordnung auf.

## Gründungsjahre  – Raumforschung soll der Flüchtlingsintegration dienen
Das Raumordnungsrecht war nach dem Zweiten Weltkrieg auf die einzelnen (Bundes-)Länder übergegangen. Einzelne Landesplanungsbehörden erhielten eigene Planungsstellen.
Seit 1946 existierte in der Rechtsnachfolge der nationalsozialistischen Reichsarbeitsgemeinschaft für Raumforschung (RAG) die Akademie für Raumforschung und Landesplanung (ARL) in Hannover. Sie agierte wesentlich in dezentralen Arbeitskreisen. Nach der Gründung der Bundesrepublik Deutschland wurde jedoch auch ein zentrales Forschungsinstitut für Raumforschung mit Standort in Bonn-Bad Godesberg geschaffen: das aus einer Angliederung der RAG an das Statistische Amt der Bizone hervorgehende Institut für Raumforschung (IfR). In Folge eines Finanz-Skandals wurde das IfR im Herbst 1950 dem Bundesinnenministerium zugeordnet. ARL und IfR verband besonders anfänglich ein Konkurrenzverhältnis. In der zweiten Jahreshälfte 1950 wurde eine Aufgabenteilung zwischen IfR und ARL vereinbart. Die dauerhafte Förderung der ARL im Rahmen des Königsteiner Staatsabkommens entspannte das Verhältnis zum IfR weiter. Heute beschreibt das Bundesinstitut für Bau-, Stadt und Raumforschung (BBSR) die Gründungsgeschichte des vorherigen Instituts für Raumforschung, ausgehend von der Schaffung der Bundesforschungsanstalt für Landeskunde und Raumordnung in den 1970er Jahren, wie folgt:
„1.1.1973: Die Bundesforschungsanstalt für Landeskunde und Raumordnung wird gegründet. Sie entsteht aus dem Zusammenschluss des Instituts für Landeskunde mit dem Institut für Raumforschung. Deren Vorgängerinstitutionen wurden 1935 (Reichsstelle für Raumforschung) und 1940 (Abteilung für Landeskunde) als Instrumente der nationalsozialistischen 'Volk-ohne-Raum'-Ideologie gegründet. Nach der Zwangsauflösung 1945 wurden die beiden Institutionen Ende der vierziger Jahre wiederbegründet. Sie dienten den Alliierten für landeskundliche Erhebungen und der jungen Bundesrepublik als Steuerungsinstrument für die Integration von Flüchtlingen.“
Das IfR wurde „noch in der Verwaltung des Vereinigten Wirtschaftsgebietes unter der Leitung von Erwin Muermann gegründet.“ Das Institut ging aus einer 1948 unternommenen Initiative des Politikers Franz Blücher im Rahmen seines Wirkens im Frankfurter Wirtschaftsrat hervor. Erich Dittrich schrieb dazu: 
„Ferner gelang es den Bemühungen des damaligen Abgeordneten Blücher im Wirtschaftsrat des Vereinigten Wirtschaftsgebietes, die Förderung der Raumforschung durchzusetzen und das Institut für Raumforschung zu errichten.“
Franz Blücher saß im Wirtschaftsrat der Bizone als Vertreter des Landes Nordrhein-Westfalen. Oberdirektor Hermann Pünder (ebenfalls Wirtschaftsrat der Bizone) unterzeichnete im Sommer 1949 die erste Satzung des Instituts für Raumforschung. Das Kuratorium des Instituts wählte Franz Blücher zum ersten Vorsitzenden des Instituts. Erich Dittrich, der zweite Leiter des Instituts, beurteilte jene Anfangsjahre rückblickend:
„Am Beginn der Tätigkeit des Instituts für Raumforschung standen seine Beiträge zum Bevölkerungsausgleich und zur Flüchtlingsumsiedlung. Für diese Untersuchungen bestand Anfang der 50er Jahre ein sehr akuter Anlaß und Auftrag. Später hat sich das Institut in seinen Arbeiten, sofern sie das Flüchtlingsproblem betrafen, vor allem der Fragen der Eingliederung angenommen.“

## Forschungsaufgaben des Instituts: Kontinuität und Wandel
Mit dem Institut fand aber nicht nur eine Öffnung der Raumforschung hin zur Flüchtlingsforschung statt, sondern auch hin zu sozialwissenschaftlichen Fragestellungen. Sozialtechnologische Ziele, die sich in der NS-Raumforschung finden, ließen sich im demokratischen und föderalen Staat der Bundesrepublik Deutschland auch kaum mehr durchsetzen. Der Gedanke der 'Raumordnung' schien generell durch den Nationalsozialismus belastet. Auch hochrangige Politiker, wie etwa Ludwig Erhard, stellten sich anfänglich auch aus diesem Grund gegen jede Raumordnung und Raumplanung.

Auch den durch Tätigkeiten im Nationalsozialismus belasteten Raumforschern des IfR war klar, dass sie auch in der Raumforschung nicht ungebrochen an NS-Traditionen anknüpfen konnten. Doch die gesuchte Nähe des IfR zu bereits in der NS-Zeit aktiven Ökonomen, Soziologen und Geographen war ebenso offensichtlich. Gelang ein Neuanfang der Raumforschung als Sozialwissenschaft? Wie sollte dieser Neuanfang aussehen; wo waren Korrekturen notwendig? Nicht nur der umstrittene Erwin Muermann, sondern auch Erich Dittrich knüpfte in Teilen an die vorgängige Raumforschung an und nahm zuvor beteiligte NS-Akteure in den nach und nach erfolgten Aufbau einer demokratischen Raumforschung mit:
„Die Schwerpunkte in der Anfangszeit räumlicher Planung nach dem Krieg lagen im Wiederaufbau der zerstörten Städte und Infrastruktur, im Bau von Wohnungen und Arbeitsstätten, in der Initialförderung für die Zonenrandgebiete und in der Abgrenzung von Notstandsgebieten und Verdichtungsräumen. (…) Tatsächlich wurden nach dem Krieg viele bei der Reichsstelle für Raumordnung und bei der Reichsarbeitsgemeinschaft für Raumforschung begonnenen Projekte wie die ‚Kreismappenuntersuchungen‘ nahtlos weitergeführt. Im Organisationserlaß von 1951 wurden die Kompetenzen und Aufgaben einer demokratischen Raumforschung festgeschrieben. Darin heißt es, daß das Institut die Aufgabe hat, „(…) die wissenschaftliche Erkenntnis auf dem Gebiete der Raumforschung in Wort, Schrift und Bild selbständig und im Zusammenwirken mit ähnlichen Einrichtungen des In- und Auslandes zu fördern, sie für die Raumordnung und Raumplanung nutzbar zu machen sowie die Grundlagen aller Fragen der Raumforschung für die Bundesregierung zu schaffen. Diese Aufgabe soll in enger Zusammenarbeit mit den Ländern der Bundesrepublik gelöst werden,…“
Zu Beginn der 1950er Jahre arbeitete man im IfR mit den Begriffen der Aktiv- und Passivräume, wobei Brücken zur Untersuchung der „Notstandsgebiete“ geschlagen wurden, die schon in den 1930er Jahren definiert worden waren. Bezogen auf die Entwicklung des Instituts einschließlich der 1960er Jahre kommt das Bundesamt für Bauwesen und Raumordnung zu der Einschätzung:
„Im Nachhinein läßt sich bestätigen, daß viele Untersuchungsergebnisse ein realistisches Bild der Zukunft zeichneten. So prognostizierten die Raumforscher eine Stagnation und teilweise Schrumpfung der Zahl der industriellen Arbeitsplätze aufgrund fortschreitender Rationalisierung und empfehlen, mithilfe verstärkter Industrieansiedlung dem Problem zu begegnen. Die Rezession von 1966/67 und die Feststellung, daß die regionalen Disparitäten nicht ab-, sondern zunahmen, führte zu einer Reorientierung der Raumordnungspolitik am Wachstumsziel und damit einer Wiederentdeckung der Agglomerationsvorteile: Das vormalige Ziel flächenmäßig aktiver Sanierung entwicklungsbedürftiger ländlicher Räume wurde fallengelassen zugunsten ‚dezentraler Verdichtung‘.“

## Institut für Raumforschung (Struktur und Personalbestand um 1953)
| organisatorische Einheit:                                                | leitend besetzt durch:                                                                                     |
| Vorsitz: (1949–1951)                                                     | Franz Blücher                                                                                              |
| Leitung des Instituts: (1949–1951)                                       | Erwin Muermann                                                                                             |
| Leitung des Instituts: (1951–1969)                                       | Erich Dittrich                                                                                             |
| Leitung des Instituts: (1970–1973)                                       | Georg Müller                                                                                               |
| Geschäftsstelle                                                          | 8 MitarbeiterInnen                                                                                         |
| Außenstelle Berlin                                                       | Karl C. Thalheim                                                                                           |
| Abteilung I: Sachgebiet: Raumforschung                                   | Erich Dittrich (1959–1963: Gerhard Isbary)                                                                 |
| - Referat 1: Statistik und Grundsatzfragen                               | Georg Müller („Müller I“)                                                                                  |
| - Referat 2: Bibliographie und Dokumentation                             | Eduard Beyer                                                                                               |
| - Referat 3: Flüchtlingsfragen, wirtschaftliche Einzelprobleme           | Heribert Müller („Müller II“)                                                                              |
| - Referat 4: Ausland                                                     | Irmgard Köppe                                                                                              |
| - Referat 5: Archiv und Bibliothek                                       | Archivarin Petsch                                                                                          |
| Abteilung II Sachgebiet: Raumordnung, Landesplanung und Kartenwesen      | Oberregierungsrat zur Wiederverwendung Hanns Werner                                                        |
| Abteilung III Sachgebiet: Redaktion der Veröffentlichungen des Instituts | Eduard Beyer                                                                                               |
| - Referat 1: Schriftleitung „RuR“, „Mitteilungen“ u. a.                  | Arnold Hillen-Ziegfeld bzw. Eduard Beyer (Nachfolger: Ernst Wolfgang Buchholz) Mitarbeiterin: Frau Merbeck |
| - Referat 2: Redaktion der „Informationen“ u. a.                         | Rudolf Koch-Erpach (Nachfolger: Gerhard Isbary) Mitarbeiterin: Frau Merbeck                                |

Quelle: Geschäftsverteilungsplan des Instituts von Februar 1953
Zu den einzelnen Referaten waren ggf. noch weitere Sachbearbeiter, Kartographen und Schreibkräfte zugeordnet. Anfang der 1950er Jahre umfasste die Bibliothek des Instituts rund 500 Periodika, darunter zahlreiche ausländische Zeitschriften. Die Bibliothek war nach Vorbild der Bibliothek des Kieler Instituts für Weltwirtschaft aufgebaut worden.
Mit dem Institut für Raumforschung werden auch in Verbindung gebracht:
- die Soziologin Erika Fischer (Freyer-Promovendin, vormals in der Berliner Zentrale der Reichsarbeitsgemeinschaft für Raumforschung tätig, Assistentin von Franz Blücher),
- der ehemalige „Obmann“ der Reichsarbeitsgemeinschaft für Raumforschung (RAG), Konrad Meyer (zeitweise Mitglied des wissenschaftlichen Rates des IfR);
- der ehemalige Abteilungsleiter (Statistik) der Reichsstelle für Raumordnung, Gerhard Isenberg (u. a. Mitglied des Flüchtlingsausschusses des IfR)
- die Soziologin Elisabeth Pfeil (sie bearbeitete Forschungsaufträge des IfR).
- der Soziologe Hans Freyer (zeitweise Mitglied des wissenschaftlichen Rates des IfR)
- der Soziologe Karl Heinz Pfeffer (Mitglied des Flüchtlingsausschusses des IfR)
- der Soziologe und Politikberater Ludwig Neundörfer (er kooperierte mit dem IfR im Zuge des Bevölkerungsgutachtens)
- der Architekt Hans Bernhard Reichow (zeitweise Mitglied des wissenschaftlichen Rates des IfR)
- der Architekt und Landesplaner Stephan Prager (zeitweise Mitglied des wissenschaftlichen Rates des IfR, Überlebender des Holocaust)
- der Bevölkerungswissenschaftler Werner Essen (arbeitete unter Erwin Muermann für das IfR)
- der Wirtschaftshistoriker Bruno Kuske (Promoter der Raumforschung in NRW und zeitweise Mitglied des wissenschaftlichen Rates des IfR)
- der Ökonom und Verkehrswissenschaftler Andreas Predöhl (zeitweise Mitglied des wissenschaftlichen Rates des IfR)
- der Geograph Martin Schwind (1906–1991) (er führte die Verhandlungsdelegation der Raumforscher im Wirtschaftsrat der Bizone)
- der Geograph und spätere Kölner Rektor Theodor Kraus (Mitglied des wissenschaftlichen Rates des Instituts seit 1952)[13]
- der Geograph Fritz Klute (zeitweise Mitglied des wissenschaftlichen Rates des IfR)
- der Geograph Werner Nellner (er lieferte als Mitarbeiter des Statistischen Bundesamts Artikel für IfR-Publikationen)
- Franz Josef Hessing (Referent des IfR, geb. 1929 in Duisburg-Hamborn)[14]
- Marieluise ten Brink (Mitarbeiterin von Georg Müller)
- Heinz A. Finke (arbeitete für das IfR im Bereich Wohnbedarfsermittlung)
- der Bevölkerungswissenschaftler Kurt Horstmann (arbeitete gemeinsam mit dem Geographen Werner Nellner für das IfR)
- der Staatssekretär MdB Hans-Joachim von Merkatz (Begünstigter im Skandal um das IfR)

Der dem Institut für Raumforschung aus Bundesmitteln zur Verfügung gestellte Etat belief sich im Rechnungsjahr 1951/52 auf 517.000 DM.
Die Geschäftsordnung des IfR sah schon 1949 einen achtköpfigen „wissenschaftlicher Rat“ vor. Der Rat sollte die Institutsführung beraten und das Forschungsprogramm entwickeln. Das Forschungsprogramm wurde vom wissenschaftlichen Rat jährlich gemeinsam mit der Institutsleitung beschlossen und einzelnen Bundesministerien mitgeteilt.

## Publikationen des IfR (Auswahl)
- Zeitschrift für Raumforschung. Amtliches Organ des Instituts für Raumforschung (nur 1. Jg. 1950 erschienen), Bielefeld: Eilers Verlag, aufgegangen in die Zeitschrift „Raumforschung und Raumordnung“, 1936–2018.
- „Jahresbericht“, Bad Godesberg 1949–1953.
- „Mitteilungen“ aus dem Institut für Raumforschung (fortgeführt als „Forschungen zur Raumentwicklung“ 1975–1997), Bad Godesberg 1950–1974.
- „Informationen“, IfR, Bad Godesberg 1950–1973. (und Sonderhefte dieser Reihe 1952–1967); seit 1974 in der Bundesforschungsanstalt für Landeskunde und Raumordnung: Informationen zur Raumentwicklung.
- „Vorträge“ IfR, Bad Godesberg 1951–1961.
- Eduard Beyer, Irmgard Köppe: Bibliographischer Index und Literaturbericht, Nr. 1, Juli 1951, Institut für Raumforschung, Bonn.
- IfR (Hrsg.): Die Kreismappe des Instituts für Raumforschung. Statistische Übersichten. Bad Godesberg 1950–1960.
- Arnold Hillen-Ziegfeld (verantwortlich für den Inhalt), IfR (Hrsg.): Das deutsche Flüchtlingsproblem. Sonderheft der Zeitschrift für Raumforschung. IfR, Bielefeld: Eilers 1950.
- IfR (Hrsg.): Ordnung und Planung im Ruhr-Raum. Tatsachen und Aufgaben. Dortmund: Ardey-Verlag 1951.
- IfR (Hrsg.): Die Umsiedlung der Heimatvertriebenen in der Bundesrepublik Deutschland. Gutachten des Instituts für Raumforschung in Verbindung mit dem Soziographischen Institut an der Universität Frankfurt/M. Bad Godesberg: IfR 1951.
- IfR (Hrsg.): Zur Frage regionaler Wirtschaftspolitik. Denkschrift. Bad Godesberg 1954
- IfR (Hrsg.): Gutachten über einen Schlüssel zur Verteilung der Zuwanderer und der Aussiedler auf die Länder der Bundesrepublik Deutschland. Bad Godesberg: IfR 1958.
- IfR (Hrsg.): Kreiszahlen zur Raumordnung (IfR-Sonderheft). Bad Godesberg 1964–1971.
- (gemeinsam mit dem Bundesministerium für Wohnungswesen und Städtebau) Materialien zur Landesplanung, Bad Godesberg 1955–1959.